# Victoria cruziana
Espèce
Synonymes
Victoria trickerii H.Henkel ex Hort. 1907
Victoria cruziana est une espèce de plantes à fleurs de la famille des Nymphaeaceae. C'est un nénuphar tropical géant originaire d'Amérique du Sud (bassins des rivières Paraná et Paraguay).
Partie intégrante de l'écosystème riche des zones humides du Pantanal et des Étangs de l'Iberá, il s'intègre dans les réservoirs et couvre de vastes zones d'eau stagnante.

## Description

### Feuilles
Ses grandes feuilles circulaires, de dimension légèrement inférieure à celle de Victoria amazonica, flottent à la surface de l'eau et peuvent atteindre 2 à 3 mètres de diamètre et 6 kg. Elles sont pourvues d'un large rebord de plusieurs centimètres et couvertes d'un duvet semblable à celui d'une pêche. Le dessous des feuilles est teinté de pourpre et la partie immergée est couverte d'épines coriaces qui la protègent des prédateurs. Elles sont renforcées par un tissu épais rempli d'air pour assurer la flottabilité.

### Fleurs
Ses énormes fleurs pouvant atteindre 30 cm de diamètre sont éphémères et ne fleurissent que durant 2 nuits.
Le soir de la première ouverture, le crépuscule laisse découvrir une fleur blanche avec une centaine de pétales arrondis et une odeur caractéristique semblable à celle de l'ananas. Une réaction thermochimique élève la température de la fleur jusqu'à 10 °C au-delà de la température de l'air ambiant afin de favoriser la diffusion de cette odeur. Cela attire des coléoptères qui sont piégés lorsque la fleur se referme à l'aube. La fermeture prend environ 20 minutes.
La deuxième nuit, la fleur devient rose voire rouge. Les insectes piégés la veille sont libérés au coucher du soleil et, couvert de pollen, vont fertiliser une autre fleur.
À l'aube du troisième jour, la fleur se referme et s'immerge.

### Fruits
Le fruit mûrit en immersion. C'est une baie globuleuse, brune, couverte d'épines, qui contient de nombreuses graines ovales, noirâtres ou verdâtres.

## Où voirVictoria cruziana

### Allemagne
- Jardin Botanique de la ville de Brunswick, Allemagne
- Jardin Botanique de la ville de Iéna
- Jardin Botanique de la ville de Wilhelmshaven

### Autriche
- Jardin Botanique de la ville de Linz

### Belgique
- Jardin botanique de Meise

### France
- Jardins du Domaine de Chaumont sur Loire
- Jardin des Établissements Latour-Marliac au Temple sur Lot
- Jardin botanique du Montet à Nancy
- Jardin des plantes de Caen
- Parc du Moulin à Tan à Sens
- Jardin botanique du Parc de la Tête d'or à Lyon
- Le Potager Extraordinaire à La Mothe-Achard
- Jardin botanique du Val Rahmeh à Menton, seul jardin en France à présenter l'espèce en bassin de plein air

### Maurice
- Jardin botanique de Pamplemousses

### Maroc
- Jardin exotique Crocoparc_Agadir

### Norvège
- Jardin botanique d'Oslo

### Portugal
- Jardin botanique de Coimbra

### Royaume-Uni
- Jardins botaniques royaux de Kew

### Italie
- Jardins botaniques de la Villa Taranto (it) à Verbania